# Xã Chester, Quận Howard, Iowa
Xã Chester (tiếng Anh: Chester Township) là một xã thuộc quận Howard, tiểu bang Iowa, Hoa Kỳ. Năm 2010, dân số của xã này là 277 người.